# 코리아 토바코 컴퍼니
코리아 타바코 컴퍼니는 2000년에 설립된 담배 제조 업체이다. 이 회사는 원래 서정종합건설 주식회사로 설립되어 건설업을 하던 업체였으나, 2006년에 코리아 토바코 컴퍼니로 명칭을 바꾸어 담배 제조 사업을 시작하였다. 대표적인 제품으로 주몽담배가 있다.